# Вирц, Франц
Франц Герхард Мария Вирц (нем. Franz Gerhard Maria Wirz; 10 апреля 1889 in Дюссельдорф — 29 декабря 1969) — немецкий дерматолог, преподаватель университета и деятель НСДАП.

## Биография
С 1910 года Вирц учился в Мюнхенском университете, в 1916 году защитил докторскую диссертацию. С августа 1914 года состоял на военной службе. Среди его фронтовых товарищей был будущий имперский руководитель врачей Герхард Вагнер. После Первой мировой войны Вирц работал врачом-ассистентом в дерматологической поликлинике при Мюнхенском университете. С 1927 года являлся экстраординарным профессором университета.
В 1933 году Вирц вступил в НСДАП и штурмовые отряды. По протекции Вагнера Вирц стал активным участником национал-социалистического движения. Ещё в 1933 году Вирц стал одним из важных действующих лиц в кампании против своего начальника, мюнхенского дерматолога Лео фон Цумбуша. С июня 1934 года Вирц стал освобождённым партийным работником и был назначен руководителем в главное ведомство народного здравия в имперском руководстве НДСАП и отвечал за народное питание. Кроме того, Вирц входил в экспертный совет по вопросам народного здравия и в 1937 году был назначен уполномоченным по вопросам воспитания, в этом качестве координировал взаимодействие с Рихардом Дарре, рейхсминистром продовольствия и сельского хозяйства.
С 1934 года Вирц являлся управляющим Комиссии НСДАП по высшему образованию при заместителе фюрера Рудольфе Гессе. Вирц участвовал в «очистке вузовского образования Германии от еврейского влияния». Комиссия конкурировала за власть с имперским министерством науки, воспитания и народного образования, пытавшимся дискредитировать Вирца. Ему вменили в вину его брак с Изабеллой Танхаузер, которая по Нюрнбергским расовым законам считалась полной еврейкой. Вирц женился на ней в 1917 года, в 1927 году их брак был расторгнут, а в 1933 году Танхаузер эмигрировала в Палестину. Вирц отрицал проеврейские взгляды, его поддерживал Мартин Борман, тем не менее, Комиссия по высшему образованию к 1935 году утратила своё влияние.
В 1939 году Вирц был назначен ординарным профессором Мюнхенского университета, но был освобождён от преподавания ввиду занятости на партийной работе, в частности, работал над планами народного питания и конкретно над пропагандой потребления цельнозернового хлеба. С 1939 года руководил Имперским комитетом по цельнозерновому хлебу. После войны с декабря 1945 по ноябрь 1947 года Вирц находился в плену у союзников. В 1948 году прошёл денацификацию и впоследствии работал врачом-дерматологом в Мюнхене.

## Труды
- Nationalsozialistische Gesundheitsführung und flüssiges Obst, Wacht-Verlag, Berlin 1938
- Gesunde und gesicherte Volksernährung: Die Bedeutung der Ernährungsreform im Rahmen der nationalsozialistischen Gesundheitsführung, Müllersche Verlh., Dresden 1938
- Nationalsozialistische Forderungen an die Volksernährung, Müllersche Verlh., Dresden 1939
- Vom Brot: Wissen und Erkenntnisse, Hippokrates-Verlag, Stuttgart 1940